# Centro Direzionale Centocelle
Centro Direzionale Centocelle è la zona urbanistica 7G del Municipio Roma V di Roma Capitale. Si estende sul quartiere Q. XXIV Don Bosco.
Sul lato prospicente via di Centocelle, si trovano il Comando interforze per le Operazioni delle Forze Speciali (COFS) e il Comando Operativo di Vertice Interforze (COVI).

## Geografia fisica

### Territorio
Il territorio corrisponde all'area occupata dall'ex Aeroporto di Roma-Centocelle e ora dal Parco archeologico di Centocelle, e vi sorge il Forte Casilina.
La zona confina:
- a nord con le zone urbanistiche 6B Casilino e 7A Centocelle
- a est con la zona urbanistica 8A Torrespaccata
- a sud con la zona urbanistica 10A Don Bosco
- a ovest con la zona urbanistica 6C Quadraro